# Trabajo en equipo

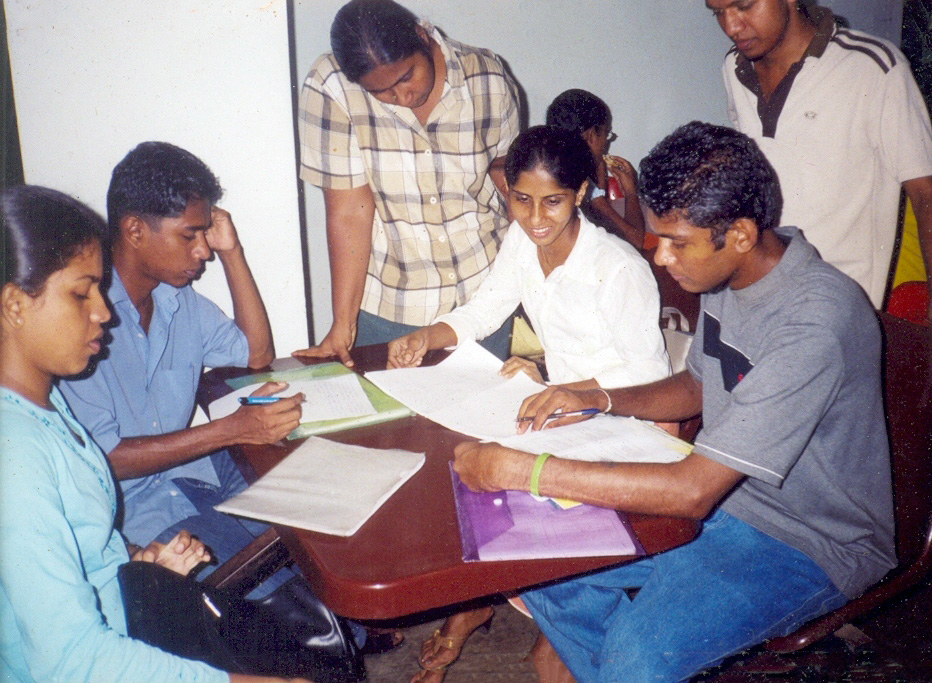
Un equipo resolviendo problemas.

Trabajo en equipo es el trabajo hecho por un grupo de personas, donde todos tienen un objetivo en común. Para que se considere trabajo en equipo o cooperativo, el trabajo debe tener una estructura organizativa que favorezca la elaboración conjunta del trabajo y la solución conjunta de problemas. No es suficiente que cada uno de los miembros realice una parte del trabajo para luego juntarlas.
Desde finales del siglo XX, el trabajo en equipo es indispensable para innovar en problemas, productos y servicios modernos, ya que la mayoría son sistemas complejos, en los que una sola persona no puede entender todas sus características. Por eso, el trabajo en equipo es fundamental especialmente para los trabajadores del conocimiento.  
El trabajo en equipo permite resolver problemas que, difícilmente, podría resolver un individuo por sí mismo, a cambio de un costo de coordinación y alineación entre sus miembros. Cuando es bien estructurado y liderado, el trabajo en equipo influye positivamente en los trabajadores a través del compañerismo, intercambio de conocimiento, apoyo mutuo y alcance de metas de impacto significativas. 
En los equipos de trabajo, se elaboran normas que se acuerda sean respetadas por todos los miembros del equipo. Estas reglas de comportamiento, establecidas por los mismos miembros del equipo, proporcionan a cada individuo una base para predecir el comportamiento de los demás y preparar una respuesta apropiada. Incluyen, entre otros, las normas de interacción del equipo. Las normas del equipo regulan su función como unidad organizada, así como las funciones de los miembros individuales.[cita requerida]
En un equipo exitoso, su cohesión se expresa en solidaridad y sentido de pertenencia al equipo que manifiestan sus miembros. Cuanto más cohesión exista, más probable es que el equipo comparta valores, actitudes y normas de conducta comunes.

## Dimensiones de trabajo en equipo

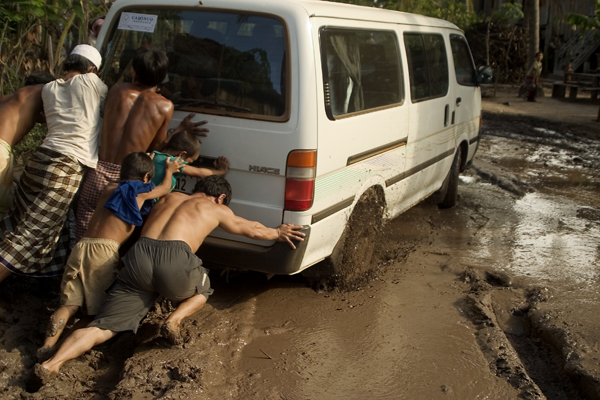
Trabajo en equipo espontáneo, para empujar una furgoneta en una carretera inundada en Camboya.

### Normas del equipo
Deben ser formadas y decididas por el equipo, facilitadas por su líder o un facilitador externo. Un proceso de normación exitoso no está basado en la imposición de normas, sino en la influencia a los miembros del equipo partiendo de escuchar a cada uno de estos.  
El equipo tendrá normas, sean estas explícitas, o no. En algunos casos, las normas se forman espontáneamente, como en esfuerzos colectivos breves. Sin embargo, en la mayoría de esfuerzos de mayor duración, es importante discutir abiertamente las normas del equipo, y no arriesgarse a conformar un equipo disfuncional.

### Toma de decisiones
Los miembros del equipo deben participar en la elaboración de objetivos y metas que pretenden lograr. Así mismo, es importante que las decisiones no sean tomadas por la voz de un solo individuo, sino que incluyan las perspectivas y conocimiento de todos los miembros.

### Gestión de conflictos
Las discrepancias que acontecen en el equipo, si son bien canalizadas, permitan generar nuevas ideas sin que nadie resulte perjudicado. Es importante mantener el enfoque en la resolución del problema, y en las mejoras ideas, sin importar quien las plantee. Para lograr esto, hay que estar preparado para descartar rápidamente una idea propia, en favor de una mejor idea de otros en el equipo.

## Retos en el trabajo de equipo
Para formar un equipo de trabajo es necesario considerar no solo las capacidades intelectuales de sus posibles miembros sino también sus características socio-psicológicas y de personalidad de cada componente. Ciertos equipos se forman para realizar tareas concretas, otros para asesorar y otros para gestionar.[cita requerida]
Una participación disfuncional en el equipo indica que algo marcha mal. Entonces es necesario un diagnóstico más profundo de la organización y de sus conflictos. Algunos ejemplos de participación disfuncional son: 
- La agresividad, bajo formas directas como la ironía, el desprecio, el acoso laboral, la hostilidad y la indiferencia.
- El bloqueo desde actitudes negativas, la resistencia, la negación continua, el desacuerdo constante, la oposición a la lógica, la falta de cooperación, la obstrucción para impedir la feliz culminación del trabajo y el desvío de la atención hacia temas menos significativos.
- La deserción, no estar presente física ni psicológicamente, aislarse y ausentarse sin razones.
- La división, el exceso de llamado de atención, la necesidad imperiosa de atraer simpatía y de exhibir los éxitos.
- La falta de aportes al grupo de trabajo.
- Lo improductivo que puede tornarse un proyecto bajo un mal liderazgo en la gestión de activos

En el trabajo en equipo y en el fomento del compañerismo es importante la función que realizan los líderes. Ellos trabajan para que exista acuerdo sobre los objetivos y que estos sean claros, así como que todos se sientan comprometidos e implicados con las tareas.

## Críticas
Se reprocha a veces al trabajo en equipo el presentar una serie de desventajas que habría que tener en consideración. Entre ellas, pueden referirse las siguientes:
- Tomar las decisiones de forma prematura.
- Que impere el dominio de pocas personas, en particular el de un líder.
- Consumir mucho tiempo en reuniones discutiendo soluciones y acciones, retrasando su puesta en marcha.
- Que existan presiones sobre miembros del equipo para aceptar soluciones.
- Responsabilidad ambigua porque queda diluida en el grupo.
- No conocer las aptitudes de cada miembro del equipo y por ende no asignar funciones acorde a cada uno

## Proyección educativa
Todos los alumnos de un centro educativo observan que las relaciones de los demás compañeros en el aula les afecta en la medida en que se ven reflejados en los demás. En principio esta reacción natural puede ocasionar un estímulo, positivo o negativo, no deseado dentro del aula y a la hora de la elección voluntaria dentro de un grupo clase. Para el trabajo en equipo este hecho de la retroalimentación del alumno es fundamental para la elección del grupo. Por eso el moderador o profesor es la persona indicada para la asignación de los alumnos dentro de cada grupo.[cita requerida]
Las dinámicas de grupo se han utilizado desde el siglo pasado para favorecer la cohesión del grupo. Los dos objetivos que se pretenden con el trabajo en grupo son la productividad y el comportamiento. El éxito o el fracaso del grupo no dependerá ya de factores externos sino del grupo en cuestión.
La primera acción que se debe tomar dentro del grupo será las normas a seguir como grupo y el objetivo a conseguir; no como algo abstracto sino como normas sencillas y objetivo claro para que las puedan ejercer todos los miembros del grupo. También existen 4 factores más en la dinámica de grupos que hay que tener en cuenta:
- El tamaño del grupo, lo ideal son 3 o 4 alumnos [cita requerida]
- La unanimidad dentro del grupo evitando el factor del halo (el presuponer que al tener unas características poseen otras)
- La implicación de todos
- La personalidad de cada miembro del grupo

Las alumnos extrovertidos siempre poseen un carácter bueno para la vida: tolerancia, simpatía... virtudes prácticas. Con estos alumnos hay que vigilar la pasividad, la superficialidad y el conformismo. Con los alumnos introvertidos, mucho más reflexivo que los extrovertidos gozan de la inadaptación dentro del grupo (aislamiento instintivo), del complejo de inferioridad y la timidez. Pero dentro del grupo esos factores tendrían que desaparecer creando un ambiente de trabajo óptimo.